# Rosa dolichocarpa
Rosa dolichocarpa es una especie de planta del género Rosa, de la familia Rosaceae.

## Taxonomía
Rosa dolichocarpa fue descrita por Galushko en 1960.

## Distribución
Se encuentra en el territorio de Cáucaso septentrional.